# パク・ヨンウ
パク・ヨンウ（朝鮮語: 박용우 漢字:朴埇佑）は韓国の俳優。

## 経歴
1994年、MBC公開採用タレント24期としてデビュー。1997年、映画『オルガミ〜罠』で初主演。以降、映画、テレビ等で活躍をしている。

## データ
- 学歴：中央大学演劇映画学科卒業[1]
- 身長：175cm[1]
- 体重：
- 血液型：B型[1]
- 趣味：ボーリング、ピアノ
- 特技：水泳、舞踊[1]

## 作品

### 映画
- 『オルガミ〜罠』
- 『シュリ』
- 『MUSA -武士-』

### テレビドラマ
- 『武人時代』
- 『済衆院』